# Lista de locuri din Partimoniul Mondial din Japonia
Japonia a aderat la Convenția privind Protecția Patrimoniului Mondial Cultural și Natural a UNESCO la 30 iunie 1992. Actualmente (februarie 2014), lista Partimoniului Mondial conține 17 obiecte, dintre care 13 obiecte de patrimoniu cultural și 4 obiecte de patrimoniu natural. Alte 10 obiecte au fost propuse pentru includere și sunt în lista de așteptare.

## Locuri din Partimoniul Mondial din Japonia
| Denumire                                                                 | Imagine | Localitate                                                 | datele UNESCO               | Suprafață:                 | Monumente |
| ------------------------------------------------------------------------ | ------- | ---------------------------------------------------------- | --------------------------- | -------------------------- | --- |
| Monumente budiste in regiunea Hōryū-ji                                   |         | Prefectura Nara                                            | 660 (1993) i, ii, iv, vi    | 586 ha; (570.7 ha)         | Hōryū-ji, Hokki-ji |
| Castelul Himeji                                                          |         | Prefectura Hyōgo                                           | 661 (1993) i, iv            | 107 ha; (143 ha)           | Castelul Himeji |
| Insula Yakushima                                                         |         | Prefectura Kagoshima                                       | 662 (1993) vii, ix          | 10,747 ha                  | Obiect de patrimoniu natural: pădure veche din zona temperată caldă |
| Shirakami-Sanchi                                                         |         | Prefectura Aomori/Akita                                    | 663 (1993) ix               | 16,939 ha                  | Obiect de patrimoniu natural: pădure de fag japonez (Fagus crenata), munți |
| Monumente istorice ale vechiului Kyoto (orașele Kyoto, Uji și Otsu)      |         | Prefectura Kyoto/Shiga                                     | 688 (1994) ii, iv           | 1056 ha; (3,579 ha)        | sanctuarul Kamigamo, sanctuarul Shimogamo, Tō-ji, Kiyomizu-dera, Enryaku-ji, Daigo-ji, Ninna-ji, Byōdō-in, sanctuarul Ujigami, Kōzan-ji, Saihō-ji, Tenryū-ji, Kinkaku-ji, Ginkaku-ji, Ryōan-ji, Nishi Hongan-ji, castelul Nijō |
| Satele vechi din Shirakawa-go și Gokayama                                |         | Prefectura Gifu /Toyama                                    | 734 (1995) iv, v            | 68 ha; (58,873 ha)         | Minka din satele Shirakawa, Gokayama |
| Memorialul Păcii din Hiroshima (Genbaku Dome)                            |         | Prefectura Hiroshima                                       | 775 (1996) vi               | 0.4 ha; (43 ha)            | Memorialul Păcii, urmele bombardamentului atomic |
| Sanctuarul șintoist Itsukushima                                          |         | Prefectura Hiroshima                                       | 776 (1996) i, ii, iv, vi    | 431 ha; (2,634 ha)         | Sanctuarul Itsukushima |
| Monumente istorice ale Narei antice                                      |         | Prefectura Nara                                            | 870 (1998) ii, iii, iv, vi  | 617 ha; (2,502 ha)         | Tōdai-ji, Kōfuku-ji, sanctuarul Kasuga, Gangō-ji, Yakushi-ji, Tōshōdai-ji, Palatul Heijō, pădurea primară din Kasugayama |
| Sanctuarele și templele din Nikkō                                        |         | Prefectura Tochigi                                         | 913 (1999) i, iv, vi        | 51 ha; (373 ha)            | Sanctuarul Futarasan, Rinnō-ji, Nikkō Tōshō-gū |
| Ruinele Gusuku și alte patrimonii ale regatului Ryukyu                   |         | Prefectura Okinawa                                         | 972 (2000) ii, iii, vi      | 55 ha; (560 ha)            | Tamaudun, Sonohyan-utaki, Castelul Nakijin, Castelul Zakimi, Castelul Katsuren, Castelul Nakagusuku, Castelul Shuri, Shikinaen, Seifa-utaki |
| Locurile sacre și căile de pelerinaj din lanțul muntos Kii               |         | Prefectura Mie /Nara/Wakayama                              | 1142 (2004) ii, iii, iv, vi | 495 ha; (1,137 ha)         | Seiganto-ji, sanctuarul Kumano Hayatama, Kongōbu-ji, sanctuarul Niukanshōfu, sanctuarul Kumano Hongū, sanctuarul Niutsuhime, muntele Yoshino, Ōminesan-ji, Kōyasan chōishi-michi, Jison-in, sanctuarul Yoshino Mikumari, sanctuarul Kinpu (Yoshino), Kimpusen-ji, sanctuarul Yoshimizu, sanctuarul Kumano Nachi, cascada Nachi, pădurea primară din Nachi, Fudarakusan-ji, Kumano Kodō |
| Parcul național Shiretoko                                                |         | Hokkaidō                                                   | 1193 (2005) ix, x           | 71,100 ha                  | Obiect de patrimoniu natural: peninsula și zona maritimă |
| Minele de argint din Iwami Ginzan                                        |         | Prefectura Shimane                                         | 1246 (2010) ii, iii, v      | 529 ha; (3,134 ha)         | Yunotsu, Iwami Ginzan Kaidō Yunotsu-Okidomaridō, locul Daikansho, Okidomari, Ginzan Sakunouchi, locul Yataki-jō, Ōmori Ginzan, Miya-no-mae, Iwami Ginzan Kaidō Tomogauradō, locul Yahazu-jō, locul Iwami-jō, Kumagaika, Rakan-ji Gohyakurakan, Tomogaura |
| Monumentele și locurile istorice din Hiraizumi                           |         | Prefectura Iwate                                           | 1277 (2011) ii, vi          | 187 ha; (5,998 ha)         | Chūson-ji, Mōtsū-ji, Kanjizaiō-in, Muryōkō-in, Kinkeizan |
| Insulele Bonin                                                           |         | Tokyo                                                      | 1362 (2011) ix              | 7,939 ha                   | Obiect de patrimoniu natural: Chichi-jima, Haha-jima, Muko-jima, Iwo Jima |
| Fujisan, loc sacru și sursă de inspirație artistică                      |         | Prefectura Shizuoka /Yamanashi                             | 1418 (2013) ⅲ, ⅵ            | 20,638 ha; (49,376 ha)     | Muntele Fuji, Cinci lacuri Fuji, sanctuarul Fujisan Hongū Sengen, sanctuarul Kitaguchi Hongū Fuji Sengen, sanctuarul Yamamiya Sengen, sanctuarul Murayama Sengen, sanctuarul Suyama Sengen, sanctuarul Higashiguchi Hongū Fuji Sengen, sanctuarul Kawaguchi Sengen, sanctuarul Fuji Omuro Sengen, Oshino Hakkai, Miho no Matsubara                                                     |
| Fabrica de mătase din Tomioka                                            |         | Prefectura Gunma                                           | 1149 (2014) ii, iv          | 7.20 ha; (415 ha)          | Fabrica de mătase din Tomioka |
| Locația revoluției industriale a erei Meiji                              |         | Insula Kyūshū și prefecturile Yamaguchi, Shizuoka și Iwate | 1484 (2015) ii, iii, iv     | 307 ha; (2,408 ha)         | Mina de cărbune de pe insula Hashima, fosta moșie a familiei Glover, Shūseikan, mina de cărbune Miike, uzina de oțel Yawata, farul Mutsurejima, turnătoria Hagi, academia Shōkasonjuku, citadela orașului Hagi |
| Opera arhitectonică a lui Le Corbusier                                   |         | Tokio                                                      | 1321 (2016) i, ii, vi       | 0.93 ha; (116.17 ha)       | Muzeul Național de Artă Occidentală |
| Insula sacră Okinoshima                                                  |         | Prefectura Fukuoka                                         | 1535 (2017) ii, iii         | 98.93 ha; (79,363.48 ha)   | insula Okinoshima, sanctuarul Munakata Taisha |
| Localitățile cripto-creștinilor din regiunea                             |         | Prefecturile Nagasaki și Kumamoto                          | 1495 (2018) iii             | 5,566.55 ha (12,252.52 ha) | Catedrala Ōura, castelul Hara, insula Hirado |
| Mormintele Kofun din Mozu-Furuichi: movilele funerare ale Japonei antice |         | Prefectura Osaka                                           | 1593 (2019) iii, iv         | 166.66 ha (890 ha)         | Grupul de tumuli Mozu, grupul de tumuli Furuichi |